# Doratopsylla
Doratopsylla (лат.) — род блох из семейства Hystrichopsyllidae. 50 видов.

## Описание
От других блох отличаются следующими признаками: ктенидиум щёк почти горизонтальный (ротового края не достигает), состоит из 4 притуплённый шипиков, задний из них изогнутцерки с одной длинной апикальной и двумя мелкими субапикальными щетинками; сенсилий выпуклый; на пронотуме и голове расположен ктенидий (гребень из плоских зубцов). Паразиты насекомоядных млекопитающих (землероек Soricidae).

## Классификация
Около 10 видов (Голарктика: Европа, Азия, Северная Америка). Для фауны бывшего СССР указывалось 4 вида.
- Doratopsylla blarinae
- Doratopsylla coreana
- Doratopsylla dampfi
- Doratopsylla dasycnema typus
- Doratopsylla jii
- Doratopsylla liui
- Doratopsylla wissemani